# داویده زاپاکوستا
داویده زاپاکوستا (ایتالیایی: Davide Zappacosta؛ زادهٔ ۱۱ ژوئن ۱۹۹۲) بازیکن فوتبال اهل ایتالیا است که برای باشگاه آتالانتا بازی می‌کند.
از باشگاه‌هایی که در آن بازی کرده‌است می‌توان به آتالانتا، آولینو، تورینو، چلسی، رم و جنوآ اشاره کرد. 
وی همچنین در تیم ملی فوتبال ایتالیا بازی کرده‌است.

## زندگی حرفه‌ای
زاپاکوستا در سورا، لاتزیو به دنیا آمد و وی در سال ۱۹۹۸، ۶ ساله بود که به جوانان سورا پیوست.